# Edmondo Bernacca
Edmondo Bernacca (Roma, 5 settembre 1914 – Roma, 15 settembre 1993) è stato un generale e meteorologo italiano.

## Biografia
Nato a Roma il 5 settembre 1914, nel 1938 si arruolò e frequentò la Scuola Allievi Ufficiali d’Artiglieria presso la Caserma Lucania di Potenza; successivamente inquadrato nell'allora Regia Aeronautica si occupò di meteorologia e del suo insegnamento fin da prima della seconda guerra mondiale. Come meteorologo prestò servizio alla Scuola di Applicazione dell'Aeronautica Militare di Firenze, all'Istituto Idrografico della Marina di Taranto e a Roma.
Si sposò nel 1947 con Bepi Bernabò con cui ebbe due figli: Federica e Paolo. Dal 1948 iniziò una collaborazione con le testate giornalistiche a cui seguirono la conduzione di uno spazio radiofonico nella trasmissione mattutina Casa Serena (1955). Il suo debutto televisivo avvenne nel 1957, quando la RAI gli affidò la realizzazione e la conduzione di un programma autonomo dedicato alle previsioni meteorologiche Il tempo in Italia, da lui stesso ideato.
Nel 1960 condusse due puntate del programma di divulgazione La fabbrica del tempo. Successivamente fu protagonista anche di altre trasmissioni divulgative in RAI, sia in televisione sia in radio.
Divenne noto al grande pubblico dalla metà degli anni sessanta come il "colonnello Bernacca". All'epoca infatti rivestiva il grado di tenente colonnello dell'Aeronautica Militare, cui fece seguito la promozione a colonnello e poi generale.

## Il parere del pubblico e della critica
Secondo lo studioso di tecniche di comunicazione Amedeo Benedetti, la personalità signorile di Bernacca e la dialettica raffinata, ma di facile comprensione, fecero di lui il primo divulgatore della meteorologia in Italia, soprattutto nell'appuntamento serale con Che tempo fa?. Alla citata signorilità dei modi, «…Bernacca accoppiava la rarissima dote della semplicità: le "Previsioni del tempo" divennero subito uno spettacolino a cui non potevamo mancare, dove imparavamo a familiarizzare con millibar ed isobare, scoprendo finalmente, seguendo la sua bacchetta, dove fossero le Azzorre. L'esposizione, nonostante la materia fosse di notevole complessità, risultava chiara e comprensibile. (…) I suoi successori, moltiplicatisi in varie reti, apparvero tutti, al suo confronto, più o meno incerti, goffi, noiosi; e nulla aggiunsero (che non fosse peggiorativo) alle sue "Previsioni"…».
Nel 1971 venne pubblicato dalla casa editrice Arnoldo Mondadori Editore il suo libro più noto, Che tempo farà, considerato ancora oggi uno dei migliori testi per avvicinarsi al mondo della meteorologia.
Il successo della sua rubrica, originariamente in onda alle 13:00, portò i dirigenti RAI a spostarla nel palinsesto a un orario di maggiore ascolto e cioè alle 19:55, poco prima dell'apertura del telegiornale della sera. Un tentativo del 1972 di ridurre la rubrica dagli iniziali tre minuti a due causò una vasta serie di proteste da parte degli spettatori, proteste che portarono al ripristino della durata solita.
Nel 1979, dopo essere andato ufficialmente in pensione, venne promosso generale. Bernacca venne chiamato nuovamente nel 1982 a presentare Che tempo fa (successivamente rinominato Meteo 1). Dal 1984 al 1989 fu testimonial in una campagna pubblicitaria di un'azienda farmaceutica. Le ultime apparizioni televisive (sia pure soltanto in voce) risalgono al 1993, all'interno delle edizioni serali del TG4.
Morì la sera del 15 settembre 1993 all'ospedale Sant'Eugenio di Roma, dov'era ricoverato a causa di complicanze polmonari.

## Riconoscimenti

### Meteo Museo Edmondo Bernacca
Nel 2018 grazie a Paolo Grassi, l'allora sindaco di Fivizzano, viene istituito il Meteo Museo Edmondo Bernacca (MMEB), per la divulgazione della meteorologia attraverso la figura del Colonnello Bernacca. Un sito dove poter acquisire, con l’ausilio degli strumenti multimediali e di una stazione meteorologica di Meteo Apuane, alcune delle nozioni basiche ed elementari dello studio e della conoscenza del tempo.

### Associazione Edmondo Bernacca
- A Bernacca è stata dedicata una stazione meteorologica automatica installata presso l'osservatorio astronomico Franco Fuligni in località Vivaro. È stata inaugurata l'11 febbraio 2006 alla presenza della moglie Bepi Bernabò e dei figli Paolo e Federica.
- Nel 1991 Sandro Bondi, l'allora sindaco di Fivizzano, gli conferisce la cittadinanza onoraria a motivo dei suoi meriti e per il fatto di soggiornare spesso, per vacanza, nella cittadina che è il paese di origine della moglie Bepi Bernabò e in cui si sono sposati.[8][9]
- Nel 2005 il comune di Roma ha dedicato a Edmondo Bernacca una via nel quartiere EUR.
- Nel 2009 Paolo Grassi, il sindaco di Fivizzano, dedica una via a suo nome a motivo del profondo legame con la cittadina lunigianese che ne ospita anche le spoglie, insieme a quelle della moglie Bepi Bernabò, nel locale cimitero comunale.[10]

### Pubblicazioni di Edmondo Bernacca
- Edmondo Bernacca, Che tempo farà. Manuale di meteorologia pratica, Milano, Arnoldo Mondadori, 1971.
- Edmondo Bernacca, La previsione del tempo e i climi della Terra e d'Italia, Brescia, La Scuola, 1972.
- Harry Milgrom, Il gioco del meteorologo, introduzione di Edmondo Bernacca, Roma, Armando, 1974.
- Vicente Serveda e Jesù A. San Gil, L'atmosfera e le previsioni del tempo, a cura di Curzia Ferrari, intervista di Edmondo Bernacca, Novara, Istituto geografico De Agostini, 1977.
- Edmondo Bernacca, Il tempo domani, Firenze, Giunti, 1991.
- Edmondo Bernacca, Profilo climatico della Lunigiana, Fivizzano, Conti Edizioni, 1996

### Pubblicazioni su Edmondo Bernacca
- Amedeo Benedetti, Storia dei programmi televisivi di maggior audience in Italia, Genova, Erga, 1999.
- Aldo Grasso (a cura di), Enciclopedia della televisione, 3ª ed., Garzanti Editore, 2008, ISBN 978-88-11-50526-6.